# Ctenuchidia agrius
Ctenuchidia agrius är en fjärilsart som beskrevs av Fabricius 1781. Ctenuchidia agrius ingår i släktet Ctenuchidia och familjen björnspinnare. Inga underarter finns listade i Catalogue of Life.